# Alopecosa beckeri
Alopecosa beckeri este o specie de păianjeni din genul Alopecosa, familia Lycosidae. A fost descrisă pentru prima dată de Thorell, 1875. Conform Catalogue of Life specia Alopecosa beckeri nu are subspecii cunoscute.